# Belgium a 2006. évi téli olimpiai játékokon
Belgium az olaszországi Torinóban megrendezett 2006. évi téli olimpiai játékok egyik részt vevő nemzete volt. Az országot az olimpián 3 sportágban 4 sportoló képviselte, akik érmet nem szereztek.

## Gyorskorcsolya
Férfi
| Versenyző     | Versenyszám | Eredmény | Helyezés |
| ------------- | ----------- | -------- | -------- |
| Bart Veldkamp | 5000 m      | 6:32,02  | 13.      |
| Bart Veldkamp | 10 000 m    | 13:48,12 | 14.      |

## Műkorcsolya
| Versenyző            | Versenyszám  | Rövid program | Rövid program | Kűr    | Kűr   | Összesítés | Összesítés |
| Versenyző            | Versenyszám  | Pont          | Hely.         | Pont   | Hely. | Pont       | Helyezés   |
| -------------------- | ------------ | ------------- | ------------- | ------ | ----- | ---------- | ---------- |
| Kevin Van der Perren | Férfi egyéni | 65,36         | 13.           | 132,03 | 8.    | 197,39     | 9.         |

## Rövidpályás gyorskorcsolya
Férfi
| Versenyző    | Versenyszám | Előfutam | Előfutam | Negyeddöntő | Negyeddöntő | Elődöntő | Elődöntő | B döntő | B döntő | Döntő   | Döntő   | Helyezés |
| Versenyző    | Versenyszám | Idő      | Hely.    | Idő         | Hely.       | Idő      | Hely.    | Idő     | Hely.   | Idő     | Hely.   | Helyezés |
| ------------ | ----------- | -------- | -------- | ----------- | ----------- | -------- | -------- | ------- | ------- | ------- | ------- | -------- |
| Wim de Deyne | 500 m       | 42,883   | 1.       | 42,979      | 3.          | kiesett  | kiesett  | kiesett | kiesett | kiesett | kiesett | 8.       |
| Wim de Deyne | 1500 m      | kizárták | kizárták |             |             | kiesett  | kiesett  | kiesett | kiesett | kiesett | kiesett | kiesett  |
| Pieter Gysel | 500 m       | 42,980   | 4.       | kiesett     | kiesett     | kiesett  | kiesett  | kiesett | kiesett | kiesett | kiesett | 19.      |
| Pieter Gysel | 1000 m      | 1:27,994 | 3.*      | 1:28,335    | 2.          | kizárták | kizárták | kiesett | kiesett | kiesett | kiesett | kiesett  |
| Pieter Gysel | 1500 m      | 2:23,411 | 2.       |             |             | kizárták | kizárták | kiesett | kiesett | kiesett | kiesett | 17.      |

* - egy másik versenyzővel azonos eredményt ért el